# Flandern-Rundfahrt 1997
Die Flandern-Rundfahrt 1997 war die 81. Austragung der Flandern-Rundfahrt, eines eintägigen Straßenradrennens. Es wurde am 6. April 1997 über eine Distanz von 256 km ausgetragen. Das Rennen wurde von Rolf Sørensen vor Frédéric Moncassin und Franco Ballerini gewonnen.

## Ergebnis
| Rang | Fahrer             | Team                         | Zeit       |
| ---- | ------------------ | ---------------------------- | ---------- |
| 1    | Rolf Sørensen      | Rabobank                     | 5h 57' 01" |
| 2    | Frédéric Moncassin | GAN                          | + 7"       |
| 3    | Franco Ballerini   | Mapei-GB                     | + 8"       |
| 4    | Andreï Tchmil      | Lotto-Mobistar               | gl. Zeit   |
| 5    | Davide Casarotto   | Scrigno-Gaerne               | + 20"      |
| 6    | Claudio Chiappucci | Asics-CGA                    | + 21"      |
| 7    | Michele Bartoli    | MG Boys Maglificio-Technogym | + 27"      |
| 8    | Jo Planckaert      | Lotto-Mobistar               | gl. Zeit   |
| 9    | Peter Van Petegem  | TVM-Farm Frites              | gl. Zeit   |
| 10   | Viatcheslav Ekimov | Rabobank                     | gl. Zeit   |